# Mosesovo jezero
Mosesovo jezero (Moses Lake) je jezero a vodní nádrž na potoce Crab Creek v americkém státě Washington. Jelikož Crab Creek je přítokem řeky Columbie, patří jezero do jejího povodí.
Přestože se jedná o původně přírodní mělké jezero, bylo ve dvacátém století přehrazeno za účelem zavlažování. Pak se stalo částí zavlažovacího projektu Columbia Basin Project, který je řízen federálně. Mosesovo jezero získává vodu jak z Crab Creeku, tak z přilehlých zemědělských pozemků. Dříve voda z jezera také odtékala Crab Creekem, ale nyní se v cestě nachází vodní nádrž Potholes, která vznikla přehrazením Crab Creeku O'Sullivanovou přehradou.
Jezero má poměrně složitý tvar, s několika rameny, kterým se říká horns (rohy), mezi něž patří Lewisův nebo Parkerův roh. V jezeře se nachází také pár ostrovů, například Hřbetový ostrov, Močálový ostrov, Gaileyho ostrov nebo Kozí ostrov.
Jezero nese své jméno po Indiánském náčelníkovi Mosesovi, který patřil do kmene Sinkjusů na konci devatenáctého století. Do druhé poloviny dvacátého století se ale jmenovalo Neppelovo. Město Moses Lake, které na jeho břehu leží, je pojmenováno po jezeře.